# Взрыв парохода «Дальстрой»
Пароход «Дальстрой» (ранее «Генрих Ягода») в 1930-х—1940-х годах использовался в системе ГУЛаг, совершал рейсы из Находки в Магадан, доставляя грузы и заключённых на Колыму. 24 июля 1946 года во время погрузки аммонала в Находке из-за грубых нарушений техники безопасности произошёл взрыв, повлёкший гибель 105 человек, значительный материальный ущерб и загрязнение окружающей среды.

## Причины катастрофы
Погруженные с грубейшими нарушениями правил безопасности навалом в трюм 7000 тонн аммонала загорелись ещё во время загрузки парохода. Находившиеся в другом трюме 400 тонн тротила под воздействием высокой температуры взорвались, полностью разрушив портовые сооружения на мысе Астафьева и вызвав значительные человеческие жертвы. Часть команды парохода, покинувшая его незадолго до взрыва, оказалась в «мёртвой зоне» и пострадала незначительно. 
После взрыва парохода «Дальстрой» М. С. Бабиевский, капитан парохода «Орёл», который также был загружен аммоналом, потребовал срочной разгрузки. Баржа, на которую аммонал был выгружен, сгорела во время следствия по делу о взрыве «Дальстроя», а через сутки после пожара на барже сгорел вагон с аммоналом на подъездных путях. Это спасло оставшихся в живых членов команды, которые были признаны невиновными во взрыве.

## Последствия
Министр внутренних дел СССР Круглов — Сталину, Берии, 14 августа 1946:

В результате пожара и взрыва в бухте Находка уничтожен пароход «Дальстрой» и все находившиеся на нём грузы в количестве: взрывчатки — 917 тонн, сахара — 113 тонн, разных промтоваров — 125 тонн, зерна — 600 тонн, металла — 392 тонн, а всего на сумму 9 млн рублей; на сгоревших складах Дальстроя уничтожено различных промышленных и продовольственных грузов на сумму 15 млн руб. и взрывчатки на сумму 25 млн руб.

Во время взрыва парохода «Дальстрой» убито и умерло от ран 105 человек, в том числе: военнослужащих — 22, гражданского населения — 34, заключённых — 49; ранено и находится в лечебных заведениях 196 человек, в том числе: военнослужащих — 55, гражданского населения — 78 и заключённых — 63.
Разрушения в порту были столь серьёзными, что основная часть грузопотоков, включая перевозку заключённых на Колыму, была перенесена в порт Ванино. После взрыва парохода пострадавших разместили в госпиталь, стоявший на месте Дальневосточного мореходного училища.
Вместо погибшего парохода «Дальстрой» рейсы стал осуществлять пароход «Генерал Ватутин», который 19 декабря 1947 года также взорвался при перевозке взрывчатки в бухте Нагаева (Магадан), при взрыве 3313 т взрывчатых веществ, были уничтожены два парохода и большинство построек порта, причинены повреждения большей части города Магадана. Погибло 90 человек.

## Воспоминания свидетелей
Оставшийся в живых старший помощник капитана парохода Павел Куянцев написал книгу «Я бы снова выбрал море…», одна из глав которой посвящена этой трагедии.